# Roland Oetter
Roland Oetter (* 2. Dezember 1949 in Bayreuth; † 29. Mai 1985 in Nürnberg) war ein deutscher Gitarrenbauer.

## Leben

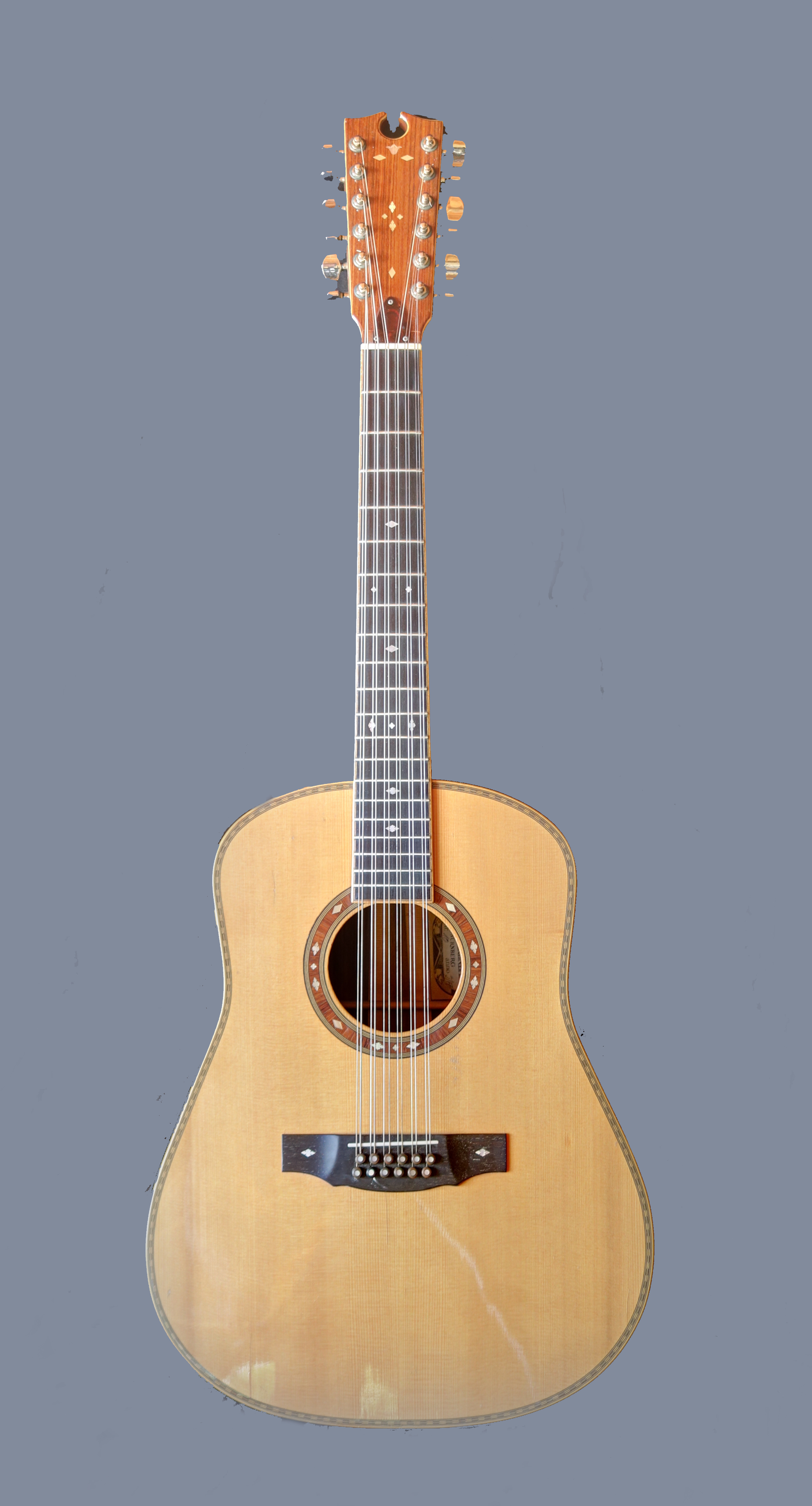
12-saitige Gitarre von Oetter aus dem Jahre 1977, Gitarre Nummer 10

Roland Oetter wuchs in Bayreuth auf. Der Großvater und der Onkel mütterlicherseits waren Gitarrenbauer in Markneukirchen, einem der Hauptorte des sogenannten Musikwinkels, wo er in seiner Jugend die Sommerferien verbrachte und die Instrumentenbauwerkstätten seiner Verwandten kennenlernte. Nach einer Ausbildung zum Großhandelskaufmann machte er sich zunächst als Fotograf selbständig. Nebenbei konzipierte er Anfang der 1970er Jahre Gitarren, zunächst in erster Linie Deckenbeleistungen auf der Basis bestehender Modelle, die er bei der Firma Hoyer in Erlangen bauen ließ. Zusammen mit einem Mitarbeiter von Hoyer richtete er 1976 eine Gitarrenbauwerkstatt in Nürnberg ein, die er später alleine betrieb. Da ihm die Qualität des am Markt angebotenen Holzes nicht ausreichend erschien, begann er selbst Rio-Palisander aus Brasilien zu importieren. In der Nähe von Bayreuth eröffnete er mit seinem Bruder ein Sägewerk für die importierten sowie andere geeignete Hölzer, woraus sich der „Nordbayerische Tonholzvertrieb“ entwickelte. Oetter und seine Lebensgefährtin handelten auch mit Gitarren aus spanischer Fertigung; das Unternehmen wurde nach seinem Tod fortgeführt (Fa. „Sonidos“). Um 1980 verkaufte er zunehmend Gitarren aus eigener Produktion an bekannte Gitarristen wie Werner Lämmerhirt, Peter Ratzenbeck, Knut Kiesewetter, Tony Sheridan und Peter Finger. Joan Baez bestellte eine Gitarre zur Probe, zu deren Bau es jedoch nicht mehr kam. Insgesamt baute Oetter ca. 50 akustische Gitarren für Stahlsaiten (bzw. Folk- und Westerngitarren) sowie einige wenige Klassik- und E-Gitarren. Kurz nach dem Umzug in den Nürnberger Ortsteil Höfles, wohin auch Werkstatt und Sägewerk verlegt werden sollten, verunglückte Oetter bei einem Verkehrsunfall tödlich. 
Peter Finger widmete Oetter die Stücke Unvergesslich  und Just Another Day in May  (auf der CD Dream Dancer, 2004, Acoustic Music Records); Werner Lämmerhirt und Peter Ratzenbeck verfassten noch zu seinen Lebzeiten den Oetter’s Blues  (auf der LP White Spots, 1978, Stockfisch Records).